# بیتا فرهی
بیتا لهارخانی دینبلی (۱۳ دی ۱۳۳۶ – ۴ آذر ۱۴۰۲) مشهور به بیتا فرهی بازیگر اهل ایران بود. او فارغ‌التحصیل رشتهٔ هنر از مدرسهٔ هنر جان پاورس آمریکا در سال ۱۳۵۹ بود. در سال ۱۳۶۸ از طریق ناصر چشم‌آذر به کارگردانی داریوش مهرجویی برای فیلم هامون معرفی شد. 

## زندگی
بیتا لهارخانی دینبلی در ۱۳ دی ۱۳۳۶ در تهران زاده شد. او خواهرزادهٔ فرهنگ فرهی بود. بیتا فرهی در سال ۱۳۵۲ با حسن قریشی رئیس انتشارات کیهان ازدواج کرد. او در سال ۱۳۵۲ برندهٔ جایزهٔ دختر شایسته شد. بیتا فرهی در سال ۱۳۵۷ برای ادامهٔ تحصیلات به آمریکا رفت و در مدرسهٔ John Robert Powers School در کالیفرنیا مشغول به تحصیل شد. فرهی در سال ۱۳۶۰ به ایران برگشت.
ناصر چشم‌آذر او را برای بازی در نقش مهشید در فیلم هامون (۱۳۶۸) به داریوش مهرجویی معرفی کرد و بدین‌شکل نخستین فعالیت بازیگری فرهی در ۳۱ سالگی با بازی در این فیلم رقم خورد. ایفای نقش در هامون، دیپلم افتخار بهترین بازیگر نقش اول زن را از هشتمین جشنوارهٔ فیلم فجر برای او به ارمغان آورد. فرهی در سال‌های بعد کار خود را با کارگردانانی چون احمدرضا درویش، بهمن فرمان‌آرا، مسعود کیمیایی و رخشان بنی‌اعتماد ادامه داد و سه بار دیگر برای بازی در کیمیا (۱۳۷۳)، خانه‌ای روی آب (۱۳۸۰) و خون‌بازی (۱۳۸۵) نامزد سیمرغ بلورین جشنوارهٔ فجر شد.
او در سال ۱۳۹۶ در برنامهٔ دورهمی به کارگردانی مهران مدیری و همچنین در برنامهٔ خندوانه به کارگردانی رامبد جوان به عنوان مهمان شرکت کرد.

## زندگی شخصی
بیتا فرهی سال‌های آخر زندگی خود را بین پاریس و تهران گذراند. فرهی یک فرزند دختر به نام مهسا قریشی داشت که در فرانسه زندگی می‌کند.

## درگذشت

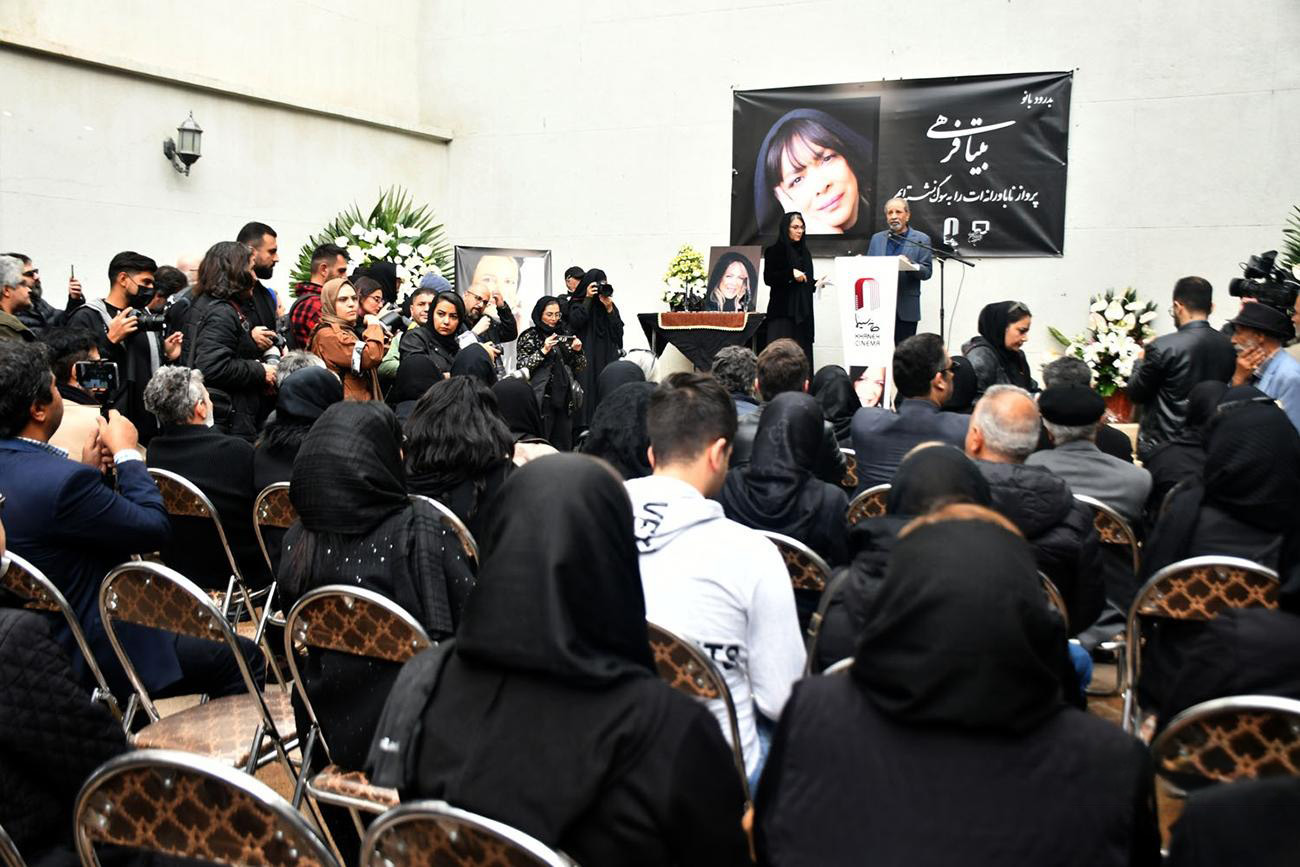
مراسم تشییع جنازه بیتا فرهی از مقابل درب ساختمان شماره ۲ خانه سینما، ۷ آذر ۱۴۰۲

در ۲۲ آبان ۱۴۰۲ اعلام شد که فرهی در بیمارستان بستری شده است. او در ۴ آذر به علت عارضه قلبی و ریوی در بیمارستان دی تهران در ۶۵ سالگی درگذشت. مراسم تشییع جنازه وی در ۷ آذر در خانه سینما برگزار شد و پیکر وی در قطعه ۷۹ بهشت زهرا دفن شد.

## فیلم‌شناسی

### سینمایی
| سال                  | نام فیلم                     | نقش              | کارگردان                       |
| -------------------- | ---------------------------- | ---------------- | ------------------------------ |
| ۱۳۶۸                 | هامون                        | مهشید            | داریوش مهرجویی                 |
| ۱۳۷۰ (اکران در ۱۳۷۷) | بانو                         | مریم بانو        | داریوش مهرجویی                 |
| ۱۳۷۳                 | کیمیا                        | دکتر شکوه        | احمدرضا درویش                  |
| ۱۳۷۵                 | هتل کارتن                    | هما              | سیروس الوند                    |
| ۱۳۷۶                 | زندگی                        | ملک              | اصغر هاشمی                     |
| ۱۳۷۸                 | اعتراض                       | منیژه مجدی       | مسعود کیمیایی                  |
| ۱۳۷۸                 | میکس                         | در نقش خودش      | داریوش مهرجویی                 |
| ۱۳۸۰                 | خانه‌ای روی آب                | خانم طالقانی     | بهمن فرمان‌آرا                  |
| ۱۳۸۵                 | پارک‌وی                       | فلور             | فریدون جیرانی                  |
| ۱۳۸۵                 | خون‌بازی                      | سیما             | رخشان بنی‌اعتماد محسن عبدالوهاب |
| ۱۳۸۶                 | خاک آشنا                     | ژاله             | بهمن فرمان‌آرا                  |
| ۱۳۸۷                 | شیرین                        | بیتا فرهی        | عباس کیارستمی                  |
| ۱۳۸۹                 | در انتظار معجزه              |                  | رسول صدرعاملی                  |
| ۱۳۸۹                 | شیش و بش                     | پروین            | بهمن گودرزی                    |
| ۱۳۹۱                 | بشارت به یک شهروند هزارهٔ سوم |                  | محمدهادی کریمی                 |
| ۱۳۹۳                 | دوران عاشقی                  | مادر میترا       | علیرضا رئیسیان                 |
| ۱۳۹۴                 | وقتی برگشتم…                 | نسرین            | وحید موسائیان                  |
| ۱۳۹۴                 | برادرم خسرو                  | ناهید            | احسان بیگلری                   |
| ۱۳۹۷                 | آخرین داستان (انیمیشن)       | اهریمن (صداپیشه) | اشکان رهگذر                    |
| ۱۳۹۸                 | موافقت اصولی                 |                  | امیر پورکیان                   |
| ۱۳۹۸                 | لامینور                      |                  | داریوش مهرجویی                 |

### تلویزیونی
| سال                       | نام مجموعه                   | نقش               | کارگردان       | پخش از     |
| ------------------------- | ---------------------------- | ----------------- | -------------- | ---------- |
| ۱۳۷۶ (نمایش در ۱۳۹۹)      | سرزمین سبز                   | صبا بهادر         | بیژن بیرنگ     | شبکه ۲     |
| ۱۳۷۹                      | ولایت عشق                    | آذردخت            | مهدی فخیم‌زاده  | شبکه ۱     |
| ۱۳۸۱                      | پدر خاک                      |                   | نادر کجوری     | شبکه ۲     |
| ۱۳۸۳                      | طلسم‌شدگان                    | نسرین             | داریوش فرهنگ   | شبکه تهران |
| ۱۳۹۲–۱۳۸۷ (نمایش در ۱۴۰۲) | سرزمین مادری                 | اقدس‌الملوک بهادری | کمال تبریزی    | شبکه ۳     |
| ۱۳۸۸                      | راه شیری (تله‌فیلم)           |                   | فرزین مهدی‌پور  | شبکه ۲     |
| ۱۳۸۹                      | خاطره آن شب بارانی (تله‌فیلم) |                   | سیامک شایقی    |            |
| ۱۳۹۰                      | خراش (تله‌فیلم)               | شکوه              | محمد حمزه‌ای    |            |
| ۱۳۹۳                      | یادگاری (تله‌فیلم)            |                   | نیما طباطبایی  |            |
| ۱۳۹۶                      | ایراندخت                     |                   | محمدرضا ورزی   | شبکه ۱     |
| ۱۳۹۸                      | از یادها رفته                | شکوه‌السلطنه       | بهرام بهرامیان | شبکه ۱     |

### نمایش خانگی
- ۱۳۹۷ - رقص روی شیشه
- ۱۴۰۰ - جزیره

### فیلم کوتاه
- ۱۳۸۲ - آینه و دود

## جوایز و افتخارات
| سال  | عنوان           | رده                                      | جشنواره                                      | نتیجه    |
| ---- | --------------- | ---------------------------------------- | -------------------------------------------- | -------- |
| ۱۳۶۸ | هامون           | دیپلم افتخار بهترین بازیگر نقش اول زن    | هشتمین جشنواره فیلم فجر                      | برنده    |
| ۱۳۷۳ | کیمیا           | سیمرغ بلورین بهترین بازیگر نقش اول زن    | سیزدهمین جشنواره فیلم فجر                    | نامزدشده |
| ۱۳۸۰ | خانه‌ای روی آب   | سیمرغ بلورین بهترین بازیگر نقش مکمل زن   | بیستمین جشنواره فیلم فجر                     | نامزدشده |
| ۱۳۸۳ | طلسم‌شدگان       | بهترین بازیگر نقش اول سریال‌های تلویزیونی | جشنواره دنیای تصویر                          | برنده    |
| ۱۳۸۵ | خون‌بازی         | سیمرغ بلورین بهترین بازیگر نقش مکمل زن   | بیست و پنجمین جشنواره فیلم فجر               | نامزدشده |
| ۱۳۸۵ | خون‌بازی         | بهترین بازیگر زن                         | سی و سومین جشنواره بین‌المللی فیلم پیونگ یانگ | برنده    |
| ۱۳۸۵ | خون‌بازی         | بهترین بازیگر نقش اول زن                 | جشنواره فیلم کراچی                           | برنده    |
| ۱۳۸۸ | در انتظار معجزه | بهترین بازیگر نقش مکمل زن                | سی‌امین جشنواره فیلم فجر                      | نامزدشده |